# A boldogság felé
A boldogság felé (Till glädje) egy 1950-ben bemutatott Ingmar Bergman által rendezett svéd filmdráma egy fiatal házaspárról, akik együtt játszanak egy helsingborgi szimfonikus zenekarban.

## Szereposztás
| Színész           | Karakter      |
| ----------------- | ------------- |
| Maj-Britt Nilsson | Marta Olsson  |
| Stig Olin         | Stig Eriksson |
| Birger Malmsten   | Marcel        |
| Victor Sjöström   | Sönderby      |
| Erland Josephson  | Bertil        |
| John Ekman        | Mikael Bro    |
| Margit Carlqvist  | Nelly Bro     |
| Berit Holmström   | Lisa          |
| Björn Montin      | Lasse         |
| Sif Ruud          | Stina         |

## Fordítás
- Ez a szócikk részben vagy egészben  a   To Joy (film) című angol Wikipédia-szócikk fordításán alapul.  Az eredeti cikk szerkesztőit annak laptörténete sorolja fel. Ez a jelzés csupán a megfogalmazás eredetét és a szerzői jogokat jelzi, nem szolgál a cikkben szereplő információk forrásmegjelöléseként.